# ゐ
ゐ、ヰは、日本語の音節のひとつであり、仮名のひとつである。
元来は、/wi/（現代の表記「ウィ」に相当）と発音された。

## 音声言語
- 現代標準語の音韻: いと同じである。
- 1モーラを形成する。
- 発音： ゐ[ヘルプ/ファイル]

### 奈良時代
奈良時代には、ヰは /wi/と発音され、イは/i/ と発音されて区別されていた。
漢字音では、合拗音の「クヰ」「グヰ」という字音があり、それぞれ [kʷi] 、[ɡʷi] と発音され、「キ」「ギ」とは区別されていた。

### 平安時代
平安時代には、まだ「ゐ」と「い」は別個の発音の仮名文字として認識されていた。11世紀中期から後期頃の成立と考えられるいろは歌には、
いろはにほへと　ちりぬるを　わかよたれそ　つねならむ　うゐのおくやま　けふこえて　あさきゆめみし　ゑひもせす
（色は匂へど　散りぬるを　我が世誰ぞ　常ならむ　有為の奥山　今日越えて　浅き夢見じ　酔ひもせず）
とあり、ア行のイとワ行のヰは区別されている。また寛智による『悉曇要集記』（承保2年〈1075年〉成立）には、以下のようにヤ行のイ、ヤ行のエ、ワ行のウ、ワ行のヲが省かれている。
アカサタナハマヤラワ一韻
イキシチニヒミリヰ一韻
ウクスツヌフムユル一韻
オコソトノホモヨロ一韻
エケセテネヘメレヱ一韻
このことから当時までの音韻の状態は、ア行のオとワ行のヲおよびア行のイ・エとヤ行のイ・エは区別を失い同音となっていたが、ア行のイとワ行のヰは依然として区別されていた状態だったことが分かる。ただし嘉禎2年（1236年）に貫之自筆本より写された系統の写本である青谿書屋本『土左日記』（原本は承平5年〈935年〉頃成立）には、「海賊報いせむ」が「かいそくむくゐせむ」と「い」と書くべきところが「ゐ」となっている。このように徐々にヰとイを混同する例も出てきてはいたが、平安時代中期以前まではこうした混同はあまり多くなかった。
しかし語頭以外のハ行音がワ行に発音される現象（ハ行転呼）が奈良から散発的に見られ、11世紀初頭にはそれが一般化したことにより、語中・語尾のヒの発音が /ɸi/ から /wi/ へと変化しヰと同音になり、仮名における語中語尾の「ひ」と「ゐ」の使い分けに動揺が見られるようになった。さらに12世紀末には『三教指帰注』（中山法華経寺蔵、院政末期の加点）に「率て」（ゐて）を「イテ」とする例があるなど、語頭でもヰとイを混用する例が散見するようになる。なお、平安の文献では漢字音として「クヰヤウ」「ヰヤウ」のような特殊な表記も見られたが、定着はしなかった。

### 鎌倉から室町時代頃まで
藤原定家（1162年 - 1241年）は『下官集』の「嫌文字事」で60ほどの語例を出し、「を・お」「え・へ・ゑ」「ひ・ゐ・い」の仮名遣についての基準を示した。藤原定家の仮名遣いは11世紀後半から12世紀にかけて書写された仮名の作品を基準としたものと見られるが、「ゐ」と「い」については本来は「ひ」である「遂」（つひ）、「宵」（よひ）が「つゐ」、「よゐ」とされ、歴史的仮名遣いで「い」である「老い」（おい）が「おひ」や「おゐ」とされるなど、音韻の変化する以前のものとは異なる表記が採用されたものもあった。
13世紀なかばに入るとイとヰは統合した。ヰが /wi/ から /i/ に変化することによって、イと合流したと考えられている。また漢字音の「クヰ」「グヰ」もそれぞれ /ki/ 、/ɡi/ と発音されるようになり、「キ」「ギ」に合流した。南北朝時代に行阿が『下官集』をもとに仮名遣いの例を増補した『仮名文字遣』（1363年以降成立）を著し、以後この『仮名文字遣』が一般に「定家仮名遣」として特に和歌や連歌など歌道の世界で広く使われたが（定家仮名遣の項参照）、それ以外の分野では「ゐ」「い」および語中・語尾の「ひ」の書き分けについて混用する例がしばしば見られた。16世紀（室町時代後期）のキリシタン資料におけるローマ字表記では、ヰとイはいずれも 「i」 、「j」、「y」で記されており、発音がいずれも [i] だったことがわかる。

### 江戸時代
江戸時代の契沖（1640年 - 1701年）は、『万葉集』、『日本書紀』などの上代文献の仮名遣が定家仮名遣と異なることに気付き、源順の『和名類聚抄』（承平年間、931年 - 938年頃成立）以前の文献では仮名遣の混乱が見られないことを発見した。そこで、契沖は『和字正濫鈔』（元禄8年〈1695年〉刊）を著し、上代文献の具体例を挙げながら約3000語の仮名遣を明らかにし、音韻が変化する前の上代文献に基づく仮名遣へ回帰することを主張した。また本居宣長は漢字音の仮名遣を研究し、『字音仮字用格』（安永5年〈1776年〉刊）で字音仮名遣を完成させたが、この中で合拗音のうち直音との発音の区別が当時まだ残っていた「クヮ」「グヮ」のみを残し、「クヰ」「グヰ」「クヱ」「グヱ」はそれぞれ現実の発音に従って直音の「キ」「ギ」「ケ」「ゲ」に統合させた。一方、本居宣長はこの書の中で、「スヰ」「ズヰ」「ツヰ」「ユヰ」「ルヰ」という字音を規定した。

### 明治以降
明治6年（1873年）には契沖の仮名遣を基礎に、古文献を基準とした歴史的仮名遣が『小学教科書』に採用され、これ以降学校教育によって普及し一般に広く用いられた。字音仮名遣は本居宣長のものを基本としたものが使われた。

### 昭和以降
しかし昭和21年（1946年）には表音式を基本とした『現代かなづかい』が公布され、現代の発音を反映した仮名遣いが採用された。これにより、歴史的仮名遣における「ゐ」は全て「い」に書き換えられ、例えば福井県や福井市の「ふくゐ」は「ふくい」に変更されるなど「ゐ」は一般には使われなくなった。現代仮名遣いの制定以降、古い資料に基づく歴史的仮名遣いの訂正も進み、たとえば「もちいる」は長らく使われてきた「もちひる」ではなく「もちゐる」とするのが適切であるとの説や、本居宣長の定めた「スヰ」「ズヰ」「ツヰ」「ユヰ」「ルヰ」は適切でなく「スイ」「ズイ」「ツイ」「ユイ」「ルイ」とすべきとする説などが通説となるに至る進展があった。

## 文字言語
- 万葉仮名
  - ヰを表すための万葉仮名として「井」「位」「為」「猪」「謂」「藍」などが用いられた。イは万葉仮名では「已」「五」「以」「伊」「怡」「射」「移」「異」などが用いられ、ヰと混用されることはなかった。
- 平仮名

| 画像 | 文字 | 字源         |
| ---- | ---- | ------------ |
|      | ゐ   | 草書の「為」 |

- 片仮名

| 画像 | 文字 | 字源         |
| ---- | ---- | ------------ |
|      | -    | 楷書の「井」 |
|      | ヰ   | 楷書の「井」 |

- ローマ字: iまたはwi。コンピュータのローマ字入力ではwiまたはwyi等。

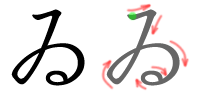
「ゐ」の筆順

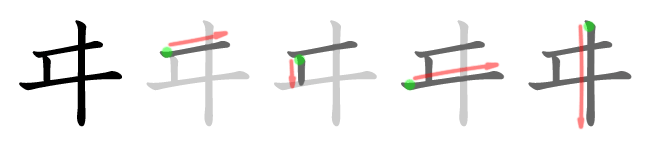
「ヰ」の筆順

### 現代の用法
現代仮名遣いでは、歴史的仮名遣における「ゐ」を全て「い」に書き換えるため、「ゐ」の仮名が通常用いられることはない。特に自動車用ナンバープレートでは発音が「い」と同じである上、字形が「る」によく似ているので用いられないことになっている。ただし固有名詞では井関農機のブランド名・略称の表記「ヰセキ」のように、古いブランド名に使われていることがある。ニッカウヰスキーに代表されるように、固有名詞などでウイスキーの表記に用いられることもある。日本競馬では競走馬の名前に使用できたが（スウヰイスーなど）、1986年からは使用不可になっている。また俗語的用法として、よゐこ（お笑いコンビ）のようにわざと「い」から置き換えて使う場合に使用されることがある。この場合、歴史的仮名遣で「ゐ」でないものでも「ゐ」に置き換えられることがある（例えば「良い」の「い」は「良き」のイ音便であるため、歴史的仮名遣でも「い」である）。
現代「ゐ・ヰ」の文字が用いられる際、多くは「い」と同様/i/に発音され、外国語の「ウィ」の音の転写に用いられたときは/wi/と発音される。あ行の「い」と区別する意図で（「ゐ」の文字を単独で読むときなど）古い音を借りて/wi/と発音されることもある。また、歴史的には正しくないが、俗にや行の子音/j/をたてて/ji/と読まれることもある。
外国での土産物等での日本語表記では、本来では「る」のはずの部分に「ゐ」がしばしば誤用される。

## その他
- 五十音図: 第10行第2段（わ行い段）
- 五十音順: 第45位。
- いろは順: 第25位。「う」の次、「の」の前。
- 点字:
- 通話表: 「ゐどのヰ」
- モールス信号: ・－・・－
- 手旗信号：6→12

## 歴史的仮名遣で 「ゐ」が含まれる語
歴史的仮名遣いに基づいた五十音順に示す。以下に示した語の「ゐ」は、現代仮名遣いでは全て「い」に書き換える。発音は標準語や東京方言では語頭・語中・語尾に関わらず全て [i] である。また、漢字音における「クヰ」「グヰ」は江戸時代以降の字音仮名遣、および現代仮名遣いではそれぞれ「キ」「ギ」に書き換え、発音は [kʲi] 、[ɡʲi] である。「ヰャウ」は鎌倉時代以降は「ヤウ」と書かれ、現代仮名遣いでは「ヨウ」と書き [joː] と発音する。

### 和語
紫陽花（あぢさゐ）、藍（あゐ）、乾（いぬゐ）、位（くらゐ）、～ぐらい（ぐらゐ）、紅（くれなゐ）、慈姑（くわゐ）、敷居（しきゐ）、芝居（しばゐ）、潮騒（しほさゐ）、所為（せゐ）、鳥居（とりゐ）、地震（なゐ）、率いる（ひきゐる）、参る（まゐる）、用いる（もちゐる）、基（もとゐ）、井・堰（ゐ）、猪（ゐ）、亥（ゐ）、居（ゐ）、藺（ゐ）、藺草（ゐぐさ）、居丈高（ゐたけだか）、田舎（ゐなか）、威張る（ゐばる）、井守（ゐもり）、居る（ゐる）、率る・将る（ゐる）

### 漢字音

#### 呉音
軌・鬼・貴・毀・喟・詭・愧・暉・戯・麾・燬・虧・瞶・燹（クヰ）、兄・礦（クヰャウ）、掴・硅・幗・膕・馘・钁（クヰャク）、危・偽・馗・逵・跪・匱・櫃・簣・餽・饋・巍（グヰ）、位・委・威・胃・倭・韋・尉・萎・帷・偉・為・渭・逶・違・葦・痿・幃・彙・痿・蔚・慰・熨・蝟・緯・謂・鮪・鰄（ヰ）、域・閾（ヰキ）、郁・囿・墺・澳・燠・礇（ヰク）、永・泳・咏・詠（ヰャウ）、隕・殞（ヰン）

#### 漢音
卉・虫・軌・皈・鬼・帰・逵・貴・毀・喟・揮・詭・愧・暉・跪・戯・輝・麾・匱・燬・虧・瞶・徽・燹・櫃・簣・餽・饋（クヰ）、匡・况・狂・況・筐・筺（クヰャウ）、矍・攫（クヰャク）、洫（クヰョク）、危・偽・魏・巍（グヰ）、囗・位・囲・委・威・胃・畏・倭・韋・尉・萎・帷・唯・惟・偉・為・渭・逶・違・葦・痿・幃・彙・遺・痿・蔚・維・慰・熨・蝟・緯・謂・鮪・鰄（ヰ）、郁・囿・奥・墺・澳・燠・礇（ヰク）、員・隕・殞・贇（ヰン）

#### 慣用音
痿（ヰ）、均・院・韵・韻（ヰン）